# Леонард, Шелдон
Шелдон Леонард (англ. Sheldon Leonard), имя при рождении Шелдон Леонард Бершэд (англ. Sheldon Leonard Bershad) (22 февраля 1907 года — 11 января 1997 года) — актёр, продюсер, режиссёр и сценарист кино и телевидения, работавший в период 1930-90-х годов.
Начав карьеру на Бродвее в 1934 году, в 1939 году Леонард перебрался в Голливуд, где сыграл роли второго плана в таких успешных фильмах, как «Другой тонкий человек» (1939), «Улица удачи» (1942), «Иметь и не иметь» (1944), «Эта замечательная жизнь» (1946), «Где-то в ночи» (1946), «Приманка» (1946), «Парни и куколки» (1955) и «Пригоршня чудес» (1961).
В 1950-60-е годы Леонард стал одним из ведущих криэйторов и продюсеров телевизионных сериалов, наиболее популярными среди которых были «Освободите комнату для папочки / Шоу Дэнни Томаса» (1953-64), «Шоу Дика Ван Дайка» (1961-66), «Шоу Энди Гриффита» (1960-68), «Гомер Куча, морпех» (1964-69) и «Я шпион» (1965-68).

## Ранние годы жизни и начало карьеры
Шелдон Леонард Брешэд родился 22 февраля 1907 года в Нижнем Манхэттане, Нью-Йорк, в еврейской семье торговца, он был старшим из двоих сыновей. Когда Леонарду исполнилось 12 лет, его отец перевёз семью в Беллевиль в Нью-Джерси, где они стали единственной еврейской семьёй в городе. Как пишет Хэннсберри, «актёр позднее вспоминал „травматический“ опыт антисемитизма, который он там пережил». В 1964 году в интервью TV Guide Леонард говорил: «Это окрасило годы моей жизни. Быть драчуном отвечало моим потребностям в престиже. Я завоевал вторую важнейшую вещь после дружбы: уважение и страх. Я выходил с тем, чтобы подраться. Но у меня по-прежнему не было друзей. Всё, что у меня было — это психопаты и враги. Я был одинок и несчастен».
Два года спустя семья вернулась в Нью-Йорк, где Леонард поступил в школьный драматический кружок, приняв участие в нескольких школьных постановках. Тем не менее, Леонард больше интересовался театральным бизнесом, и позднее поступил в Сиракузский университет, где изучал театральный менеджмент.
Как вспоминал Леонард, из Университета «я шагнул прямо в Депрессию. Я крутился изо всех сил, пытаясь не утонуть». Леонард поработал на нескольких случайных работах, включая работу грузчика, спасателя и торговца полиграфической продукцией. Наконец, в 1931 году он получил должность менеджера театра Eastman в Рочестере, штат Нью-Йорк, а позднее работал завхозом в театре Paramount на Бродвее. Леонард рассказывал: «Но я зарабатывал недостаточно, и меня это не устраивало. И потому я пошёл в шляпный бизнес. Это было ужасно — и тогда я решил попробовать стать актёром» .

## Кинокарьера в 1933-36 годах
В 1933 году с помощью университетского товарища Леонард получил роль в своём первом фильме, низкобюджетной драме, которая первоначально называлась «Барабаны в ночи». Как позднее рассказывал Леонард, «мой друг сказал, что знает человека, который нуждается в актёрах. В тот же день я вышел из его офиса, и в моём кармане был контракт на 350 долларов в неделю. Я стал киноактёром и на следующий день отплывал в Вест-Индию с полностью оплаченными расходами. Позвольте сказать вам, я многое передумал в тот день, но запомнил я следующее — „О да, эта карьера для меня“» .
Однако, по словам историка кино Карен Хэннсберри, «первое появление Леонарда на большом экране было не столь идилличным, как он ожидал». Натурные съёмки происходили в джунглях Ямайки, и актёр позднее вспоминал, что за время производства, «потерял 18 фунтов и обезумел, предлагая 100-долларовые банкноты обезьянам». В итоге фильм, автором сценария, продюсером и режиссёром которого был Джордж Тервиллигер, вышел лишь в 1936 году под названием «Уанга» (1936). До его выхода на экраны Леонард успел сыграть в комедийных короткометражках «Руки моей матери» (1934) и «Сокровище океана» (1934).

## Театральная карьера на Бродвее в 1934-39 годах
В 1934 году Леонард дебютировал на Бродвее в комедии «Гостиница „Алименты“», которая выдержала 16 представлений и была названа «ужасающим провалом».
Критик Бёрнс Мэнтл написал об этом спектакле: «Из врождённого чувства порядочности, я хотел бы не заметить „Гостиницу Алименты“, как будто её не было вовсе. Писать на неё рецензию — это грязная работа, но кто-то должен её делать». Не многим лучше была и его вторая постановка «Ночь помнит» (1934, 23 представления), но на следующий год Леонард сыграл в хитовой комедии «Улетай домой» (1935, 204 представления), после чего со спектаклем «Трое на лошади» гастролировал по стране в течение 64 недель. После этого, как отметил Дик Восбург в The Independent , Леонард «получил роль распутного торговца головными уборами в успешной комедии Артура Кобера „Чудесно проводя время“ (1937-38, 372 представления) и ещё более распутного кинопродюсера в комедии Клэр Бут „Попрощайся с мальчиками“ (1938-39, 286 представлений)».
Между этими ангажементами работал чтецом пьес для знаменитых театральных продюсеров Джорджа С. Кауфмана и Джорджа Эбботта.

## Кинокарьера в 1939-49 годах
В 1939 году Леонард вновь решил попробовать себя в кино, на этот раз в Голливуде, получив небольшую роль в криминальной комедии «Другой тонкий человек» (1939), третьем фильме из популярной серии с участием Уильяма Пауэлла и Мирны Лой. Уже 1941 году Леонард был занят в многочисленных картинах, среди них мюзикл «Уикэнд в Гаване» (1941) с Эллис Фэй и криминальный мюзикл «Вставай и сияй» (1941), где он сыграл гангстера по имени Угроза, забавная комедия «Женатый холостяк» (1941) с Робертом Янгом, романтическая комедия по роману Джона Стейнбека «Квартал Тортилья-Флэт» (1942) со Спенсером Трейси и Хэди Ламарр, а также криминальная комедия «Счастливчик Джордан» (1942) с Аланом Лэддом .
В 1942 году Леонард дебютировал в жанре фильм нуар, получив роль в картине по роману Корнелла Вулрича «Улица удачи» (1942). Фильм рассказывал о неком Томпсоне (Бёрджесс Мередит), который на год потерял память после удара по голове строительной балкой. Узнав о том, что он подозревается в убийстве, совершённом в момент амнезии, Томпсон начинает собственное расследование этого преступления, в итоге находя настоящего преступника. Леонард сыграл в этом виде роль пугающего своим видом детектива Джо Маруччи, который ведёт слежку за Томпсоном, а в финале картины убивает преступницу, которая хотела застрелить Томпсона. Фильм получил сдержанную оценку критики, в частности, Босли Краузер в «Нью-Йорк Таймс» назвал картину «спокойным, небольшом детективом студии Paramount», далее заметив, что «работа в целом скучная, подробности немного надуманны, а раскрытие преступления не очень убедительно и в художественном плане не достаточно обосновано». Вместе с тем, критик отметил Леонарда как «вполне адекватно исполнившего свою роль второго плана».
В начале 1940-х годов Леонард расширил свой профессиональный диапазон, став работать и на радио как автор нескольких пьес и актёр.

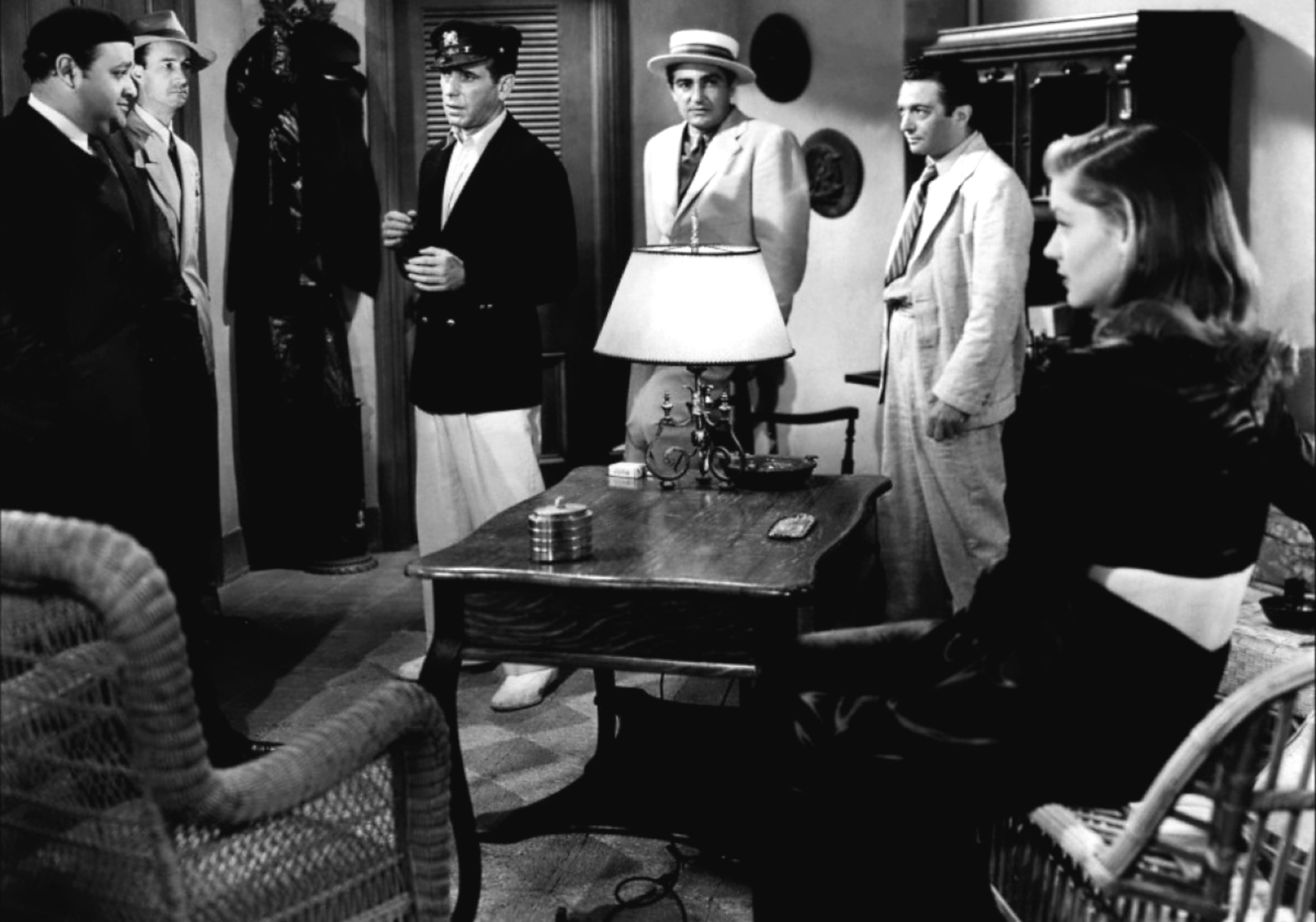
Кадр из фильма «Иметь и не иметь» (1944). Шелдон Леонард - третий справа

В 1944 году Леонард сыграл в одном из наиболее известных своих фильмов, приключенческой мелодраме военного времени «Иметь и не иметь» (1944) с участием Хамфри Богарта и Лорен Бэколл, исполнив роль вишистского французского полицейского на Мартинике, который пытается застрелить героя Богарта. Фильм получил высокие оценки критики, хотя Босли Краузер в «Нью-Йорк Таймс» и описал картину лишь как «перенесённую в менее беспокойные Карибы „Касабланку“». По словам критика, «хотя здесь и есть некоторые внешние изменения, вы встретите в ней по сути тех же персонажей, как и в той геополитической мелодраме».
Леонард сыграл редкую для себя главную, даже романтическую, роль в мелодраме «Почему девушки убегают из дома» (1944) на небольшой студии PRC. В классической рождественской комедии «Эта замечательная жизнь» (1946) Леонард сыграл эпизодическую роль неприветливого бармена, который выбрасывает героя Джеймса Стюарта из своей таверны в снег .
Фильм нуар «Где-то в ночи» (1946) вновь рассказывал о жертве амнезии (Джон Ходяк), который пытается выяснить тайны своего прошлого. Леонард сыграл в этой картине роль ревнивого мужа таинственной дамы, которая, как и герой Ходяка, ведёт поиски таинственного персонажа из своего прошлого. После выхода на экраны фильм получил смешанные отзывы критики. В то время, как Джеймс О’Фаррелл из Los Angeles Examiner описал его как «хорошо написанный, захватывающий детектив», Босли Краузер в «Нью-Йорк Таймс» заметил, что он был «полностью озадачен сюжетом, вопрошая себя „кто был кем, и кого застрелили?“». Критики по большей части не обратили внимания на игру Леонарда, хотя О’Фаррелл и написал, что «заслуживает быть отмеченной роль недоверчивого мужа в исполнении Шелдона Леонарда» .
В своём втором нуаре года «Приманка» (1946) Леонард сыграл более существенную сержанта полиции Джо Португала, который следит за группой преступников, выслушивая в финале рассказ умирающей Марго Шелби (Джин Гилли). Хотя этот низкобюджетный фильм студии Monogram имел скромный кассовый успех, тем не менее, Краузер в «Нью-Йорк Таймс» отметил «компетентную игру» Леонарда. Современные критики очень высоко оценивают этот почти забытый фильм главным образом благодаря «увлекательной игре британской актрисы Джин Гилли в роли Марго, самой жестокой и коварной роковой женщины в нуаровом цикле вплоть до появления Энни Лори Старр в „Без ума от оружия“ (1950)».
В 1947 году после появления в сказочной истории «Синдбад-мореход» (1947) в роли аукционера Леонард сыграл одного из главарей преступной националистической организации в нуаровой криминальной драме «Жестокость» (1947). В том же году в своём последнем фильме нуар «Гангстер» (1947) Леонард сыграл свою лучшую нуаровую роль увлекающегося кулинарией, утончённого, но безжалостного мафиози Корнелла. Персонаж Леонарда решает захватить территорию влиятельного гангстера Шабанки (Барри Салливан), добиваясь лояльности к себе сначала его ближайшего подручного (Аким Тамирофф), а затем и его многолетней подружки (Белита), артистки в ночном клубе, которая предаёт своего возлюбленного после того, как Корнелл обещает ей роль в серьёзном шоу. Как отмечает Хэннсберри, «в фильме много интересных психологических образов, однако по причине атмосферического и сложного для понимания сюжета „Гангстер“ получил в основном негативные отзывы критики». Хотя Вирджиния Райт в Los Angeles Daily News заключила, что продюсеры фильма проявили «достойные похвалы намерения», она нашла, что сценарий «чрезмерен», а «огромное число посторонних помех создаёт беспорядок». Сходным образом Филипп К. Шауэр из Los Angeles Times написал, что «значительная часть сценария звучит правдиво и гармонично, но часть его просто непонятна… Он сравнительно честен — но определённый мучительный эстетизм в тексте и постановке придаёт целому некую кошмарную нереальность». Обозреватель Variety при этом отметил, что «Леонард в роли противника Салливана сыграл лучшую роль в этом фильме».
Как пишет Хэннсберри, «на протяжении оставшейся части кинокарьеры Леонард продолжал играть персонажей с другой стороны закона», в частности, в криминальной драме «Мадонна пустыни» (1948), криминальной комедии «Плохие деньги» (1948) и приключенческой ленте «Дочь джунглей» (1949). При этом он смог продемонстрировать жанровое разнообразие, сыграв в нескольких комедиях, среди них «Если бы ты знал Сьюзи» (1948) и «По прозвищу Джентльмен» (1948).

## Кинокарьера в 1950-60-х годах
Начало 1950-х годов принесло Леонарду новые роли плохих парней в таких фильмах, как криминальная комедия «Держи себя в руках» (1951), драма «Наполни чашу» (1951) с Джеймсом Кэгни, где Леонард был гангстером с садистскими наклонностями, комедия «Остановись, ты меня убиваешь» (1952), где он сыграл бывшего преступника по имени Лефти, и «А вот и Нельсоны» (1952), комедия, в которой Леонард был вором, крадущим выручку с местного родео. Однако, по словам Хэннсберри, «несмотря на частое появление в ролях кинозлодеев, Леонард никогда не был против, относясь к этому с добрым юмором». Актёр говорил: «Я никогда на это не жаловался. Это неизбежно… Другое дело, когда ты получаешь амплуа, например, эскимоса, то страшно подумать, как мало будет у тебя работы».
После 1953 года Леонард практически всё своё время стал посвящать телевидению, сыграв до конца своей карьеры лишь в трёх картинах — хитовом мюзикле «Парни и куколки» (1955) с Марлоном Брандо и Фрэнком Синатрой и, в «одном из самых известных своих фильмов», комедии «Пригоршня чудес» (1961) с Бетт Дейвис и Гленном Фордом. Как отметил Восбург, это был уже четвёртый фильм Леонарда по рассказам Дэймона Раньона после «Остановись, ты меня убиваешь» (1952), «Деньги из дома» (1953) и «Парни и куколки» (1955). Ещё семнадцать лет спустя Леонард сыграл в своей последней ленте, основанной на реальных событиях криминальной драме «Ограбление Бринкса» (1978), исполнив роль директора ФБР Дж. Эдгара Гувера .

## Карьера на телевидении в 1950-70-х годах
Начиная с 1950 года, главное место в карьере Леонарда стало занимать телевидение. В 1950 году он продал свой первый телесценарий, а с 1953 года стал работать в сериале «Освободите место для папочки», который после третьего сезона был переименован в «Шоу Дэнни Томаса». Леонард был режиссёром и исполнительным продюсером этого популярного ситкома, выпустив в этом качестве 289 эпизодов, а в 19 эпизодах исполнил роль агента Томаса. Это шоу, которое шло с 1953 по 1964 год, по свидетельству Хэннсберри, «было одним из самых успешных ситкомов своего времени». В качестве режиссёра этого сериала Леонард дважды — в 1956 и 1961 годах — завоёвывал премию Эмми. О своей первой работе режиссёра и продюсера телешоу Леонард вспоминал: «Не хочу показаться эгоистичным, но никто не мог сказать мне, что надо делать — никто не знал больше, чем я. Мы не можем ничему научиться ни у кого, потому что мы делаем это в данный момент. Мы должны сами решать, как надо делать, потому что это не делалось ранее».
Соединив свои творческие и финансовые ресурсы, Леонард и Дэнни Томас в 1961 году создали компанию T&L Productions, которая произвела несколько телевизионных ситкомов, включая «Настоящие Маккой», «Шоу Энди Гриффита» (спин-офф «Шоу Дэнни Томаса») и «Гомер Куча, морпех», многие эпизоды которого были написаны или поставлены Леонардом.
Как полагает Восбург, возможно, Леонард «изобрёл спин-офф на телевидении». После разработки ситкома для Энди Гриффита, где он играет шерифа в небольшом южном городке, Леонард «сэкономил на создании пилотной программы», введя Гриффита и других персонажей его городка непосредственно в «Шоу Дэнни Томаса». Один из эпизодов рассказывал о том, как шериф Гриффит арестовывал Томаса за превышение скорости в деревушке в Северной Каролине, где в течение получаса были представлены друзья и родственники шерифа. В результате «Шоу Энди Гриффита» получило зелёный свет и шло в течение восьми лет с 1960 по 1968 год, а Леонард был продюсером всех его 249 эпизодов. В 1964 году вышел спин-офф от спин-оффа. Джим Нейборс, который играл бестолкового сотрудника заправочной станции в «Шоу Гриффита», получил собственный сериал «Гомер Пайл, морпех», который на протяжении шести лет с 1964 по 1969 год рассказывал о приключениях героя-морпеха. Леонард был продюсером 150 эпизодов этого шоу.
В 1961 году Леонард и Томас объединились с актёрами Диком Ван Дайком и Карлом Райнером для создания, по мнению Хэннсберри, «одного из самых любимых ситкомов в истории телевидения» — «Шоу Дика Ван Дайка». По словам Восбурга, первоначально Леонард предложил актёру и продюсеру Карлу Райнеру сделать сериал о профессиональной и домашней жизни сценариста ситкомов. Райнер написал сценарий под себя, однако Леонард уговорил его взять на главную роль Дика Ван Дайка, а на роль его жены была приглашена Мэри Тайлер Мур. Четверо владельцев сериала сформировали партнёрство под названием Calvada Productions (название составлено из имён создателей проекта). Соавтор шоу Карл Райнер позднее вспоминал, что Леонард не только вкладывал свои творческие способности в шоу, но также продемонстрировал свою гражданскую позицию, когда стал нанимать авторов, внесённых в чёрный список из-за подозрений в связях с коммунистами. В 1997 году Райнер рассказывал «Нью-Йорк таймс»: «Шелдон Леонард был одним из первых, кто занял такую позицию. Он был одним из тех парней, которые заявили, что „это глупо и смешно“. Шелдон решил по-тихому использовать хороших авторов, которых самым бесстыдным образом оторвали от их работы. В плане чёрного списка он был преисполнен отваги. Он делал то, что считал правильным». В 2002 году дочь Леонарда Андреа Бершэд заявила в интервью, что решение её отца нанимать сценаристов из чёрного списка «стало одним из самых значимых его достижений». Бершэд рассказывала: «Мой отец был аполитичен, но он считал, что чёрный список был ужасной вещью — индустрию обуял такой страх. Он был по-настоящему счастлив возможности дать работу авторам. И вплоть до смерти его окружали многие люди, ставшие его личными друзьями, которых переполняло чувство благодарности к нему. Он же всегда считал своей привилегией возможность предоставить им работу». «Шоу Дика Ван Дайка», которое шло в эфире с 1961 по 1966 год и состояло из 158 эпизодов, завоевало 21 премию Эмми и получило ещё 64 номинации на эту награду. В тот период своей карьеры Леонард установил своеобразный рекорд, когда в десятке самых популярных шоу одной телекомпании оказалось сразу четыре его программы — «Гомер Куча», «Гриффит», «Ван Дайк» и «Дэнни Томас».
В 1950-60-е годы помимо продюсирования шоу, Леонард в качестве режиссёра ставил эпизоды различных сериалов, среди них «Лесси» (1954, 6 эпизодов), «Театр „Дженерал Электрик“» (1953, 4 эпизода), «Шоу Джимми Дюранте» (1955, 1 эпизод), «Настоящие Маккой» (1957, 6 эпизодов) и «Шоу Билла Дэны» (1963-64, 5 эпизодов) .
В 1965 году Леонард расстался с Дэнни Томасом и создал собственную компанию Sheldon Leonard Enterprises, войдя в историю телевидения тем, что пригласил в шпионский сериал «Я шпион» на главную роль в партнёры к Роберту Калпу чёрного актёра Билла Косби. Согласно сценарию, герои сериала — чемпион по теннису (Калп) и его тренер (Косби) участвуют в международных турнирах в различных частях света, одновременно занимаясь шпионажем на неназванное американское правительственное агентство. Всего с 1965 по 1968 год вышло 82 эпизода этого сериала. За время его трёхлетнего показа на телевидении «Я шпион» ежегодно номинировался на Эмми как выдающийся драматический сериал, а в 1966 году Леонард был удостоен номинации на Эмми за режиссуру. Как отмечает Восбург, «Леонард твёрдо противостоял опасениям руководства телекомпании CBS, сделав Косби первым афро-американским актёром, который сыграл главную роль на американском телевидении в драматическом сериале». Андреа Бершэд рассказывала про отца: «Он любил все свои шоу, но особенно гордился „Я шпион“. Оказалось, что оно стало прорывом в предоставлении возможности чёрному человеку сыграть одну из главных ролей в телесериале. Я не знаю, думал ли он об этом. Возможно, он просто считал, что Билл был лучшим человеком для этой работы, и он был прав. Билл всегда был невероятно благодарен отцу, а мой отец относился к нему как к сыну» .
В 1969 году Леонард создал ещё один телехит «Мой мир и добро пожаловать в него», стильную фантазийную комедию по историям Джеймса Тёрбера с анимационными версиями его комиксов. Высоко оцененный критикой, этот сериал NBC-TV завоевал Эмми как лучший комедийный сериал в 1970 году, но был неожиданно закрыт после всего одного сезона, включавшего 26 эпизодов. В 1970 году Леонард заявил в интервью Los Angeles Times о своём отношении к решению компании NBC: «Единственное, что они сделали для меня — это транслировали „Я шпион“. Затем они убили это шоу. У меня никогда не было проблем с сетями. Однажды из пяти топ-шоу CBS четыре были моими… но с NBC я прекращаю все отношения!».
Выступив продюсером ещё двух недолговечных сериалов в начале 1970-х годов — «Мир Ширли» (1971-72, 17 эпизодов) с Ширли Маклейн и «Шоу Дона Риклза» (1972, 2 эпизода) — Леонард отошёл от продюсерских обязанностей, объяснив, что «создание программ перестало его радовать. Во-первых, перегрузка слишком велика. Во-вторых, шансы на выживание малы. В-третьих, шансы получить прибыль малы».

## Карьера в 1970-х годах
Уйдя с телевидения, Леонард сконцентрировался на своих новых обязанностях секретаря-казначея Гильдии режиссёров Америки, занимая этот пост вплоть до своей смерти.
Однако в 1975 году Леонард вернулся на телевидение, сыграв в паре с Шерри Норт заглавную роль в 10 эпизодах комедийного сериала «Большой Эдди» для CBS. Леонард говорил: «Я не мог сидеть без дела. Отдых не для меня. Для меня ничто не может заменить создание шоу, хотя я и не думал, что когда-либо буду это делать снова». Однако этот сериал, в котором Леонард играл бывшего гангстера был закрыт уже через три месяца.
Леонард не появлялся на малом экране вплоть до 1978 года, когда исполнил роль гангстера в двух телевизионных фильмах — «Островитятин» (1978) и «Совершенно секретно» (1978) с Биллом Косби, где также был исполнительным продюсером. После появления в том же году в своём последнем фильме «Ограбление Бринкса» Леонард продолжал сниматься в качестве гостевого актёра в телесериалах, среди них «Сэнфорд и сын» (1976), «Шоу Косби» (1985), «Факты жизни» (1987), «Мэтлок» (1987), «Она написала убийство» (1990) и «Чирз» (1990), за который он получил номинацию на Эмми за выдающуюся игру гостевого актёра в комедийном сериале.
В 1993 году Билл Косби пригласил 86-летнего Леонарда на должность исполнительного продюсера телевизионного фильма «Я шпион. Возвращение», в котором Косби вновь сыграл со своим старым партнёром Робертом Калпом. А три года спустя Леонарда чествовали на балу, организованном Гильдией режиссёров Америки, который назывался «Шелдон Леонард, это твоя чудесная жизнь». Во время этого мероприятия Леонард услышал восторженные речи от таких знаменитых людей, как Калп, Сид Сисар, Карл Рейнер и Рон Ховард, который играл главную роль в его «Шоу Энди Гриффита», а затем стал оскароносным голливудским режиссёром. Ховард написал в письме, зачитанном на мероприятии: «Вы оказали ключевое и совершенно очевидное воздействие на мою жизнь. Те часы, которые мне было дозволено слушать вас… стали бесценным 8-летним учебником по психологической трактовке персонажей, монтажу, навыкам создания увлекательного шоу и хорошей, крепкой истории» .

## Актёрское амплуа и анализ творчества
Восбург описывает Леонарда как «высокого, тёмного характерного актёра с огромным числом киноролей, большинство из которых были ролями преступников». Эриксон пишет, что «начиная с фильма „Ещё один тонкий человек“ (1939), Леонард обеспечил себе хорошую жизнь как кинематографический мафиозный босс или подручный, или крутой парень любого плана». На сайте Turner Classic Movies указано, что в 1940-50-х годах Леонард «специализировался на бруклинских преступниках и бандитах, как в серьёзных ролях, так и в комических». Хэннсберри отмечает, что «Леонард стал одним из самых надёжных „плохих парней“ в Голливуде».
Эриксон отмечает, что хотя внешне Леонард был «типичным гангстером с кривым ртом в духе Дэймона Раньона, реальный криминальный опыт актёра сводился к прогулкам со сравнительно неопасной подростковой бандой в пригороде Нью-Йорка». По словам его будущего бизнес-партнёра Дэнни Томаса, «на самом деле Леонард никогда не видел настоящего гангстера до тех пор, пока Томас не познакомил его с одним таким гангстером в середине 1950-х годов».
Как пишет Хэннсберри, «сегодняшняя аудитория, наверное, помнит Леонарда прежде всего по роли бармена, который дал в ухо Джорджу Бэйли в бессмертном рождественском фильме» «Эта замечательная жизнь» (1946), но актёр также сыграл в таких значимых картинах, как «Иметь и не иметь» (1944) и «Парни и куколки» (1955), а также внёс заметный вклад в четыре фильма нуар — «Улица удачи» (1942), «Где-то в ночи» (1946), «Западня» (1946) и «Гангстер» (1947) .
По словам Хэннсберри, «после более чем двух десятилетий в Голливуде, Леонард забросил свою профессию кинематографического бандита и начал вторую, ещё более успешную карьеру на малом экране». В середине 1950-х годов Леонард стал новаторским и чрезвычайно успешным телепродюсером, «продав американским телесетям беспрецедентные 17 шоу». Как создатель, сценарист, режиссёр и продюсер, Леонард «применил свои значительные таланты на создание серии телевизионных шедевров», «перенеся кинематографические технологии и съёмку в телевизионные ситкомы». В 1950-60-е годы после «Шоу Дэнни Томаса» он создал спин-офф этой программы под названием «Шоу Энди Гриффита», он также продюсировал телесериалы «Гомер Куча, морпех», «Настоящие Маккой» и «Шоу Дика Ван Дайка». Леонард также продюсировал новаторский приключенческий экшн «Я шпион», «значимый не только появлением первого чернокожего в главной роли в сериале, который шёл в прайм-тайм, но также акцентом на натурную съёмку и высокие производственные стандарты». Как отмечено на сайте TCM, «многие звёзды этих шоу дебютировали на телевидении в программах, поставленных или спродюсированных Леонардом». За достижения в своей телекарьере Леонард "был номинирован на 18 премий Эмми, завоевав три, был включён в Телевизионный зал славы, его чествовали такие организации, как Гильдия режиссёров Америки, Американское общество кинематографистов и Ассоциация телерадиокомпаний тихоокеанского побережья.
Как пишет Хэннсберри, «хотя многие называли его „гением“, Леонард также сталкивался и с мягкими упрёками в том, что его комедии предлагали безвкусный, приукрашенный взгляд на жизнь. Никогда не стесняясь в выражениях, Леонард отвечал на такие замечания словами, что „надо прекратить извиняться за недостатки телевидения и начать гордиться его достижениями“» . В интервью 1961 года журналу TV Guide Леонард сказал: «Я очень устал от извиняющихся на телевидении. Я не вижу статей в воскресных рубриках обзора книг, жалующихся на всеобщую серость литературы, несмотря на тот факт, что 90 процентов материала внутри твёрдых обложек не заслуживает прочтения. В других творческих сферах само собой разумеется, что обычное превосходит по объёму выдающееся, но телевидение постоянно бьют за то, что зрители не видят на экране шедевр каждый раз, когда включают телевизор. Каждый, кто стремится занять высокое место должен в себя верить — в свой вкус, в своё мнение. Если будешь стараться понравиться всем, ты в итоге не понравишься никому. В конце концов, единственный человек, которому надо понравиться — это тот, которого ты видишь каждое утро, когда бреешься».
Дочь Леонарда, Андреа Бершэд рассказывала: «Он был умён и начитан, воплотив в жизни множество достоинств. Я думаю, что он пользовался таким уважением, потому что он делал вещи, в которые верил. У него была по-настоящему хорошая жизнь — один шаг внешне беспрепятственно вёл к следующему. У него никогда не было конкретного плана действий, и всё же он оказал влияние на многие стороны индустрии развлечений. Его карьера была просто волшебной» .

## Личная жизнь
В 1931 году Леонард женился на своей школьной возлюбленной Фрэнсес Бэйбор, которая родила ему двух детей — дочь Андреа в 1939 году и сына Стивена в 1942 году. Брак сохранился вплоть до смерти Леонарда 65 лет спустя.

## Смерть
Шелдон Леонард умер 10 января 1997 года в своём доме в Беверли-Хиллс.

## Фильмография

### Телевидение

#### Актёр
- 1951-53 — Шоу Джорджа Бернса и Грейси Аллен / The George Burns and Gracie Allen Show (3 эпизода)
- 1952 — Витрина вашего ювелира / Your Jeweler’s Showcase (4 эпизода)
- 1952-53 — Я женился на Джоан / I Married Joan (2 эпизода)
- 1952-64 — Программа Джека Бенни / The Jack Benny Program (6 эпизодов)
- 1953 — Я люблю Люси / I Love Lucy (1 эпизод)
- 1953 — Театр «Дженерал Электрик» / General Electric Theater (2 эпизода)
- 1953-64 — Освободите место для папочки / Make Room for Daddy (19 эпизодов)
- 1954 — Герцог / The Duke (13 эпизодов)
- 1954 — Эта великолепная жизнь / It’a a Great Life (1 эпизод)
- 1955 — Театр Дэймона Раниона / Damon Runyon Theater (1 эпизод)
- 1956 — Театр Этель Берримор / Ethel Barrymore Theater (1 эпизод)
- 1956 — Театр экранных режиссёров / Screen Directors Playhouse (1 эпизод)
- 1963 — Шоу Дика Ван Дайка / The Dick Van Dyke Show (1 эпизод)
- 1963 — Шоу Джои Бошопа / The Joey Bishop Show (1 эпизод)
- 1964 — Правосудие Берка / Burke’s Law (2 эпизода)
- 1965-67 — Я — шпион / I Spy (4 эпизода)
- 1968 — Гомер Куча, морпех / Gomer Pyle: USMC (1 эпизод)
- 1970 — Добро пожаловать в мой мир / My World and Welcome to It (1 эпизод)
- 1975 — Большой Эдди / The Big Eddie (10 эпизодов)
- 1976 — Санфорд и сын / Sanford and Son (2 эпизода)
- 1978 — Совершенно секретно / Top Secret — Карл Витале (телефильм)
- 1978 — Островитянин / The Islander — Пол Лазаро (телефильм)
- 1980 — Самый маленький бродяга / The Littlest Hobo (1 эпизод)
- 1981 — Теперь я большая девочка / I’m a Big Girl Now (1 эпизод)
- 1987 — Факты жизни / The Facts of Life (1 эпизод)
- 1990 — Чирс / Cheers (1 эпизод)
- 1985 — Шоу Косби / The Cosby Show (1 эпизод)
- 1990 — Она написала убийство / Murder, She Wrote (1 эпизод)
- 1987 — Мэтлок / Matlock (1 эпизод)
- 1992 — Как в кино / Dream On (1 эпизод)

#### Продюсер
- 1949 — Театр «Колгейт» / Colgate Theater (1 эпизод)
- 1953 — Витрина вашего ювелира / Your Jeweler’s Showcase (1 эпизод)
- 1953-64 — Освободите место для папочки / Make Room for Daddy (289 эпизодов)
- 1960-68 — Шоу Энди Гриффита / The Andy Griffith Show (249 эпизодов)
- 1961-66 — Шоу Дика Ван Дайка / The Dick Van Dyke Show (158 эпизодов, 1961—1966)
- 1963-64 — Шоу Билла Дэны / The Bill Dana Show (8 эпизодов)
- 1967-68 — Случайная семья / Accidental Family (16 эпизодов)
- 1967-68 — Доброе утро, мир / Good Morning World (28 эпизодов)
- 1964-69 — Гомер Куча, морпех / Gomer Pyle: USMC (150 эпизодов)
- 1965-68 — Я шпион / I Spy (82 эпизода)
- 1969 — Мой друг Тони / My Friend Tony (2 эпизода)
- 1969-70 — Добро пожаловать в мой мир / My World and Welcome to It (26 эпизодов)
- 1970-71 — Глазами птицы / From a Bird’s Eye View (16 эпизодов)
- 1971-72 — Мир Ширли / Shirley’s World (17 эпизодов)
- 1972 — Шоу Дона Риклза / The Don Rickles Show (2 эпизода)
- 1972 — Одиночки / The Singles (телефильм)
- 1974 — Идиот / Aces Up (телефильм)
- 1978 — Совершенно секретно / Top Secret (телефильм)
- 1993 — Я шпион. Возвращение / I Spy Returns (телефильм)

#### Режиссёр
- 1952-53 — Витрина вашего ювелира / Your Jeweler’s Showcase (3 эпизода)
- 1956 — Театр звезд «Шлиц» / Schlitz Playhouse of Stars (2 эпизода)
- 1953 — Театр «Дженерал Электрик» / General Electric Theater (4 эпизода)
- 1953-64 — Освободите место для папочки / Make Room for Daddy (282 эпизода)
- 1954 — Лэсси / Lassie (6 эпизодов)
- 1955 — Шоу Джимми Дуранте / The Jimmy Durante Show (1 эпизод)
- 1955 — Это всегда Джэн / It’s Always Jan (1 эпизод)
- 1957 — Настоящие Маккой / The Real McCoys (6 эпизодов)
- 1960-65 — Шоу Энди Гриффита / The Andy Griffith Show (2 эпизода)
- 1961-63 — Шоу Дика Ван Дайка / The Dick Van Dyke Show (4 эпизода)
- 1963 — Мой любимый марсианин / My Favourite Martian (1 эпизод)
- 1963-64 — Шоу Билла Дэны / The Bill Dana Show (5 эпизодов)
- 1964 — Гомер Куча, морпех / Gomer Pyle: USMC (1 эпизод)
- 1965 — Я шпион / I Spy (1 эпизод)
- 1967 — Случайная семья / Accidental Family (2 эпизода)
- 1969 — Добро пожаловать в мой мир / My World and Welcome to It (2 эпизода)
- 1972 — Одиночки / The Singles (телефильм)
- 1974 — Идиот / Aces Up (телефильм)
- 1985 — Студия 5-В / Studio 5-B (1 эпизод)

#### Сценарист
- 1953 — Витрина вашего ювелира / Your Jeweler’s Showcase (5 эпизодов)
- 1953 — Театр «Дженерал Электрик» / General Electric Theater (1 эпизод)
- 1957 — Освободите место для папочки / Make Room for Daddy (1 эпизод)
- 1962 — Театр «Крафт» / Kraft Mystery Theater (1 эпизод)
- 1960-68 — Шоу Энди Гриффита / The Andy Griffith Show (249 эпизодов)